# 천마총 금제 관식 (보물 제618호)
천마총 금제 관식(天馬塚 金製冠飾)은 대한민국 경상북도 경주시 국립경주박물관에 있는 신라시대의 장신구이다. 1978년 12월 7일 대한민국의 보물 제618호로 지정되었다.

## 개요
천마총은 경주 황남동고분 제155호 무덤으로 1973년 발굴하여 금관, 팔찌 등 많은 귀중한 유품들과 함께 천마 그림이 발견되어 천마총이라 부르게 되었다.
천마총 금제 관식(天馬塚 金製冠飾)은 천마총 안의 널<관(棺)> 머리쪽에 있던 유물 보관함에서 발견된 것으로 큰 새의 날개가 펼쳐 있는 모양이고, 밑은 방패 모양으로 된 장식이 달려있다. 몸체와 좌우의 날개에는 덩굴무늬를 파 놓았는데, 가장자리의 테두리와 줄기부분에는 세밀하게 점선을 찍어, 얇고 긴 금판이 힘을 받도록 했다.
표면 전면에는 지름 0.7cm정도의 원판을 400여개 정도 금실로 연결하여 매우 화려해 보인다. 밑에는 장식이 전혀 없고 밑이 둥근 돌기부가 있고, 못 구멍이 하나 있으나 어떠한 방법으로 무엇에 고정시켰던 것인지는 확실하지 않다. 

## 같이 보기
- 천마총

## 참고 자료
- 천마총 금제 관식 - 국가유산청 국가유산포털